# Тамбовський тролейбус
Тамбовський тролейбус — діюча у місті Тамбов, Росія тролейбусна система. Введена у експлуатацію 5 листопада 1955 року.
Станом на грудень 2017 року у місті налічується 38 машин (у 2010 році — 59, з них справних — 52). Кількість тролейбусів сильно зменшилася з 1990 року, коли їх було понад 180 штук.
Перевезення здійснює рос. МУП «Тамбовгортранс».

## Історія
Будівництво тролейбусної мережі у Тамбові розпочалося у 1954 році, коли компанією рос. «Тамбовстрой» було збудовано перше тролейбусне депо, розраховане на утримання 25 машин, а також одна тягова підстанція. Протягом цього року змонтовано 17 кілометрів контактної мережі. Влітку 1955 року група з 28 людей відправилася у Казань на курси керування тролейбусом, група повернулася у жовтні 1955 року. У жовтні прибуло перші 10 тролейбусів з заводу ім. Урицького моделі МТБ-82Д (дюралюмінієвий кузов, неавтоматична РКСУ і двигун ДК-202Б).
5 листопада 1955 року відкрито тролейбусний рух у місті, і на перші три маршрути вийшло ці ж 10 тролейбусів. Перший день руху тролейбусів викликав велику радість серед населення міста, і у перший день руху всіх охочих катали безкоштовно (влізали не усі, враховуючи невисоку місткість МТБ-82Д, що становила близько 80 чоловік). Виникнення системи передбачало чималу кількість робітників, яких не вистачало; тоді начальник тролейбусного управління за короткий час Цилєв М. К. найняв необхідних працівників та спеціалістів, і організував підготовку водіїв тролейбусів: це було зроблено за короткий час.
6 листопада 1956 року відкрито новий маршрут № 4 «Депо — Динамо», довжина якого склала близько 9 кілометрів. У цьому ж році прийшло ще 10 машин МТБ-82Д, а за цей рік було перевезено неймовірну кількість пасажирів — близько 1,8 мільйона чоловік. У 1957 році довжина маршруту була збільшена за рахунок продовження маршруту № 3 від залізничного вокзалу до Хімкомбінату. У період з 1959 по 1961 роки відкрито ще два маршрути, маршрут № 6 відкрито 15 листопада 1961 року.
У 1963 році продовжено маршрут № 1 до заводу «Апарат», у 1966 році продовжено маршрут № 5, а у 1968 відкрито маршрут № 8 від Динамо до Теплової електроцентралі. 
У 1970 році маршрут № 6 продовжується від вулиці Підгірної до Бульвару Ентузіастів. 1 грудня 1974 року тролейбусних рух відкрито по бульвару Ентузіастів. У 1960-х роках на вулицях Тамбова з'явилися ЗіУ-5 (РКСУ), а у 1970-х — 11-метрові ЗіУ-682 (РКСУ, ДК-210) та їх модифікації. У 1970-х роках значно розширюється територія депо, внаслідок чого, воно змогло утримувати понад 70 тролейбусів.
23 травня 1980 року відкривається рух від бульвару Ентузіастів до вулиці Магістральної. Довжина контактної мережі тоді становила 63 км. У 1983 році працювало 8 тягових підстанцій, у 1987 — вже 9, у 1988 — 10 штук; на початку 1980-х років довжина контактної мережі збільшилася до 80 км, а у 1988 році — до 97 км. У 1988 році у наявності було 16 маршрутів тролейбусів.
У 1989 році відкрито маршрути № 17 і № 20. У 1991 році побудовано 13 тягову підстанцію. На 1990 рік у Тамбові було 183 тролейбуси. У 1990-х роках практично не надходило оновлення рухомого складу (у вигляді ЗіУ-682 та його модифікацій), а було чимало машин, що відпрацювали свій термін експлуатації, і їх списували, через це у 1996 році з 183 залишилось 136 одиниць рухомого складу, а у 2000 році — 96 (з них 94 пасажирські та 2 навчальні). 
У 2004 році тролейбусів залишилося ще менше — 73 (з них 71 пасажирський та 2 навчальні).
У 2005 році пройшло 50 років з часу відкриття тролейбусної мережі у місті Тамбов.
У 2009–2010 роках прийшла партія з 14 машин з заводу Транс-Альфа моделі ВМЗ-5298.01-50 з РКСУ, під прізвиськом «Авангард». Ці машини є низькопідлоговими (при перших двох входах сходинок немає узагалі, від середніх дверей рівень підлоги плавно піднімається і в задніх дверях наявна одна сходинка).
У 2010 році наявні 52 робочі машини і ще 7 несправних. У місті існує два тролейбусні депо, однак тролейбуси утримуються лише у одному з них, друге у середині 1990-х років було переведене на утримання автобусів.

## Маршрути
Перші 3 маршрути 1955 року були такими:
| Перші маршрути 1955 року | Перші маршрути 1955 року | Перші маршрути 1955 року |
| №                        | Кінцевий пункт, А        | Кінцевий пункт, Б        |
| ------------------------ | ------------------------ | ------------------------ |
| 1                        | Стадіон «Динамо»         | Зеленхоз                 |
| 2                        | Стадіон« Динамо»         | Залізничний вокзал       |
| 3                        | Залізничний вокзал       | Депо                     |

На сьогодні в Тамбові налічується 11 діючих маршрутів, з них 5 маршрутів, що працюють у годину-пік.
| Перелік тролейбусних маршрутів в місті Тамбов | Перелік тролейбусних маршрутів в місті Тамбов | Перелік тролейбусних маршрутів в місті Тамбов | Перелік тролейбусних маршрутів в місті Тамбов |
| №                                             | Кінцевий пункт, А                             | Кінцевий пункт, Б                             | Примітки |
| --------------------------------------------- | --------------------------------------------- | --------------------------------------------- | --- |
| 1                                             | Стадіон «Динамо»                              | Магістральна                                  | Через Комсомольську площу |
| 1К                                            | Магістральна                                  | Магістральна                                  | Кільцевий, через вул. Базарну, вул. Радянську, бульв. Ентузіастів |
| 2                                             | Стадіон «Динамо»                              | Залізничний вокзал                            | Через площу Леніна |
| 3                                             | Залізничний вокзал                            | ВАТ «Пігмент»                                 | Працює щоденно з 06:00 до 09:00 |
| 4                                             | ВАТ «Пігмент»                                 | ТГТУ                                          | Працює поза годиною-пік, через Північну пл., вул. Базарну |
| 5                                             | Залізничний вокзал                            | ВАТ «Пігмент»                                 | Через Московську площу |
| 6                                             | Стадіон «Динамо»                              | Магістральна                                  | Через Північну площу |
| 6К                                            | Центральний ринок                             | Промисловий ринок                             | |
| 7                                             | Магістральна                                  | Промисловий ринок                             | |
| 8                                             | Стадіон «Динамо»                              | ТЕЦ                                           | |
| 8М                                            | ТЕЦ                                           | МЖК                                           | Прямує через розворотне коло стадіон «Динамо» |
| 9                                             | Магістральна                                  | ВАТ «Пігмент»                                 | Працює в будні, у години-пік |
| 10                                            | Магістральна                                  | ТЕЦ                                           | Працює в будні, у години-пік |
| 11                                            | ВАТ «Пігмент»                                 | Районна                                       | Замінений автобусним маршрутом № 11Т |
| 12                                            | ВАТ «Пігмент»                                 | Районна                                       | Через вул. Чичканова |
| 13                                            | Стадіон «Динамо»                              | Полинковський цвинтар                         | |
| 14                                            | Районна                                       | ТЭЦ                                           | Працював у години-пік. Замінений автобусним маршрутом № 14Т |
| 15                                            | Стадіон «Динамо»                              | Промисловий ринок                             | Працював у години-пік. Раніше діяли маршрути: «Пігмент — Депо-2» (через Північну пл.), ще раніше — «Динамо - Промисловий ринок» (вул. Базарна), ще раніше — «Вокзал — Промисловий ринок» |
| 16                                            | Стадіон «Динамо»                              | ВАТ «Пігмент»                                 | Працював у ранковий час з 05:50 до 06:20 |
| 17                                            | Стадіон «Динамо»                              | МЖК                                           | Об'єднаний з маршрутом № 8М |
| 18                                            | Магістральна                                  | Приміський ліс                                | Спроектований і затверджений маршрут у 1989 році |
| 19                                            | ТЕЦ                                           | Селище «Будівельник»                          | Спроектований і затверджений маршрут у 1989 році |
| 20                                            | Залізничний вокзал                            | МЖК                                           | |
| 70                                            | ВАТ «Пігмент»                                 | МЖК                                           | Працює в будні, у години-пік. Прямує через розворотне коло стадіон «Динамо» |
| А                                             | Стадіон «Динамо»                              | ВАТ «Пігмент»                                 | Через вул. Чичканова, вул. Радянську |
| К                                             | Магістральна                                  | Магістральна                                  | Кільцевий, через вул. Мічурінську, бульв. Ентузіастів, вул. Радянську, вул. Чичканова, вул. Мічурінську (іноді — у протилежному напрямку)                                                |

## Рухомий склад
Протягом останніх двадцяти років кількість експлуатованого рухомого складу скоротилася більше ніж у три рази: якщо у 1990 році нараховувалося 183 машини, то у 2010 їх налічується лише 59, з яких 7 є несправними. На 2010 рік наявні наступні моделі тролейбусів:
- ЗіУ-682 і його модифікації (РКСУ)
- ЗіУ-683 (3 несправні двосекційні тролейбуси)
- БТЗ-52761 (РКСУ), 1 діючий 2004 року випуску.
- ВМЗ 5298.00 (РКСУ), 1 діючий 2001 року випуску.
- ВМЗ-5298.01-50 «Авангард» — 14 тролейбусів поставок 2009–2010 років. Ці машини є низькопідлоговими, при перших двох входах сходинок немає зовсім (надалі йде плавний підйом, наявна одна сходинка при задньому вході). Машини оснащені реостатно-контакторною системою керування ТЕД.

Станом на 2017 рік на балансі рос. МУП «Тамбовгортранс» перебуває 38 тролейбусів:
- ЗіУ-682 і його модифікації (РКСУ) — 21
- ВМЗ-5298.01-50 «Авангард» — 8
- Тролза-5265.00 «Мегаполис» — 2
- Тролза-5275.07 «Оптима» — 3
- Тролза-5275.03 «Оптима» — 2
- БТЗ-52761Р — 1
- ВМЗ-5298.00 (ВМЗ-375) — 1.